# 忍者 (電影)
《忍者》（忍びの者）是1962年上映的日本時代劇電影，市川雷藏主演，此為大映製作的「忍者系列」八集中的第一部，村山知義原作，此片敘述日本戰國時代的豪俠石川五右衛門的事蹟，導演山本薩夫以荒誕的手法，刻畫出人性醜惡的黑暗面，這些諸侯為爭奪權勢而讓忍者們成為他們的犧牲品。

## 演員
- 石川五右衛門：市川雷藏
- 真紀：藤村志保
- 百地三太夫／藤林長門守：伊藤雄之助
- 織田信雄：小林勝彥
- 織田信長：城健三朗
- ヒノナ：浦路洋子
- ハタ：藤原禮子
- タモ：真城千都世
- イノネ：岸田今日子
- 木下藤吉郎：丹羽又三郎
- 下柘植的木猿：西村晃
- 與八：中村豊
- 新堂的小太郎：高見國一
- 九度兵衛：千葉敏郎
- 木屋彌左衛門：澤村宗之助
- 葉藏：加藤嘉
- 五右衛門的父親：水原浩一

## 製作人員
- 監製：永田雅一
- 企劃 :伊藤武郎、土井逸雄
- 導演：山本薩夫
- 原作：村山知義
- 編劇：高岩肇
- 攝影：竹村康和
- 美術：内藤昭
- 照明：加藤博也
- 音樂：渡邊宙明
- 剪輯：宮田味津三
- 錄音：奥村雅弘
- 副導演：西澤鋭治
- 武術指導：宮內昌平

## 外部連結
- 忍びの者 （页面存档备份，存于）（日語）
- 忍びの者シリーズ （页面存档备份，存于）（日語）

Template:山本薩夫監督作品